# Operação Uragano

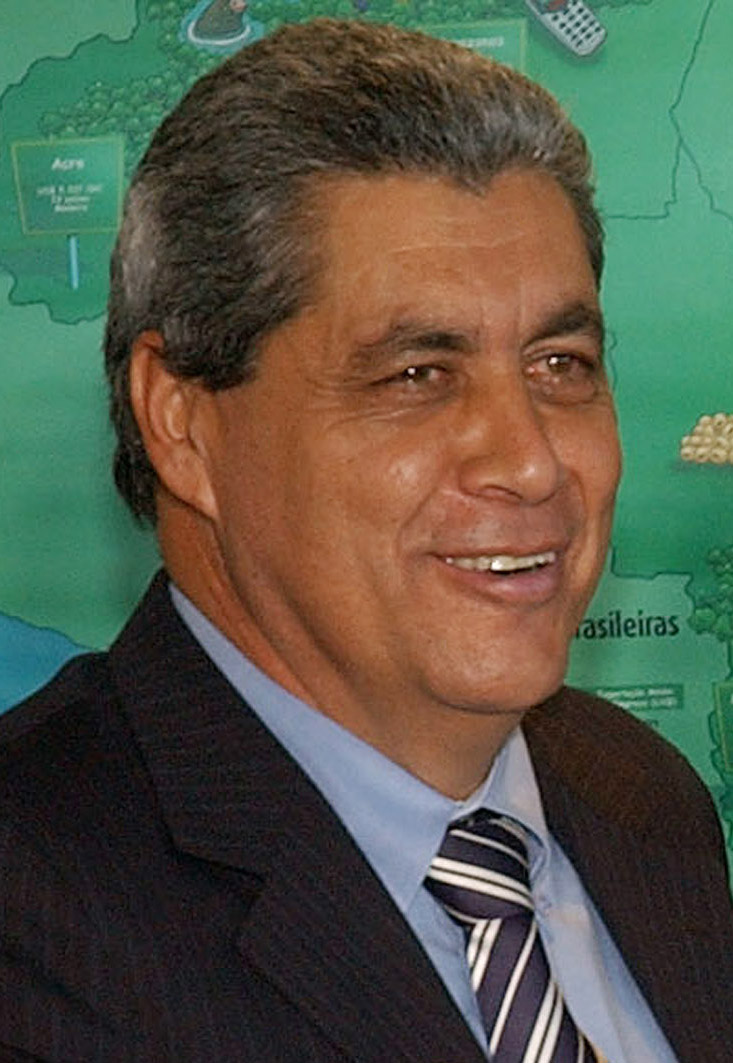
O governador André Puccinelli.

A Operação Uragano foi uma operação da Polícia Federal do Brasil deflagrada em 2010 que investigou  corrupção no estado de Mato Grosso do Sul, vinculada principalmente à prefeitura de Dourados, chefiada por Ari Artuzi. Ao todo, 28 pessoas foram presas preventivamente. A operação também investigou um esquema de corrupção no governo estadual, envolvendo os três poderes do estado: o governador André Puccinelli, o deputado Ary Rigo e outros membros da Assembleia Legislativa de Mato Grosso do Sul, além de desembargadores do Tribunal de Justiça do Estado de Mato Grosso do Sul e membros do Ministério Público estadual (MPMS).
O delator do esquema foi Leandro Passaia, ex-secretário de governo de Dourados. Segundo declarou Ary Rigo, em conversas captadas pela polícia, o esquema foi dificultado pela entrada em vigor da Lei da Transparência.

## Condenações
Em junho de 2016, foram condenados os empresários Nerone Maiolino Júnior, Celso Dal Lago Rodrigues, Edson Freitas da Silva, Eduardo Takachi Uemura e Marcelo Marques Caldeira, além do advogado Áureo Garcia Ribeiro Filho e o ex-assessor parlamentar Rodrigo Ribas Terra.
Em setembro de 2018, o Juiz de Direito Marcus Vinícius de Oliveira Elias, da 2ª Vara Criminal da Comarca de Dourados acatou o pedido do MPMS e condenou mais oito pessoas denunciadas pela Operação Uragano. Foram condenados Eliézer Soares Branquinho e Marco Aurélio de Camargo Areias, as penas de 19 anos, 9 meses de reclusão, Geraldo Alves de Assis, caso Planacon, a pena de 22 anos, nove meses e 10 dias de reclusão, Márcio José Pereira, caso Tecno Byte, seis anos de reclusão, Gilberto de Andrade, caso Central Armas, seis anos de reclusão, José Antônio Soares, caso MS Construtora, 17 anos, seis meses e 20 dias de reclusão,Paulo Roberto Saccol, caso Medianeira, 19 anos, nove meses de reclusão e Marcelo Minbacas Saccol, caso Medianeira, 19 anos, nove meses de reclusão.
No dia 8 de junho de 2021, mais oito réus no âmbito operação foram condenados pela Justiça Estadual, pelas penas de corrupção passiva, corrupção ativa e associação criminosa.